# Luigi Giglio
Luigi (Aloisio) Giglio (Lilio) (ur. ok. 1510 w Cirò, zm. 1576 (?) w Weronie) – włoski lekarz, pomysłodawca reformy wprowadzającej kalendarz gregoriański.

## Życiorys
Pochodził z Cirò lub Zirò w Kalabrii na południu Italii.
Jean-Étienne Montucla błędnie nazywa go werończykiem, a Jean-Baptiste Joseph Delambre Luigim Lilio Giraldim, co wynika z omyłkowego utożsamienia Luigiego Giglia z Lilio Gregorio Giraldim.
O wczesnym życiu Luigiego Giglia nie wiadomo nic. Pierwszym znanym faktem jest piastowanie stanowiska profesora medycyny na Uniwersytecie w Perugii ok. 1552 roku, gdy kardynał Marcello Cervini degli Spannochi zarekomendował podwyższenie mu wynagrodzenia jako zasłużonemu profesorowi i człowiekowi szanowanemu przez społeczność uniwersytecką. Można więc przypuszczać, że był wówczas zaawansowany wiekiem i prawdopodobnie z tego powodu nie dożył wprowadzenia zaproponowanego przez siebie kalendarza.
Zmarł prawdopodobnie w 1576 roku. W tym samym roku jego pracę o reformie kalendarza zaprezentował w kurii rzymskiej jego brat Antonio, doktor medycyny.